# 뉴질랜드 육군
뉴질랜드 육군(영어: New Zealand Army, Ngāti Tūmatauenga)은 뉴질랜드 방위군의 주요 구성 요소 중 하나로 뉴질랜드에서 가장 먼저 창립된 부대이다. 1845년 깃대 전쟁 당시 "뉴질랜드군"으로 편제된 민병대가 뉴질랜드 육군의 시초이다. 1865년부터 1910년까지 뉴질랜드 정부는 자원 부대를 운용하였고, 1910년 2월 방위군 법을 통해 체계적인 부대 운용을 시도했다. 현재 뉴질랜드 육군 편제 및 구조는 1950년 뉴질랜드 육군법에 따른 것이다.
뉴질랜드 육군이 처음 참여한 전쟁은 육군 창립의 배경이 된 깃대 전쟁이었다. 이후 뉴질랜드 육군은 뉴질랜드 전쟁, 제2차 보어 전쟁, 제1차 세계 대전, 제2차 세계 대전, 말레이시아 비상사태, 6.25 전쟁, 말레이시아-인도네시아 대치, 베트남 전쟁 등 다양한 전쟁에 참전했다. 이 외에도 유엔 평화 유지 활동에 참여하여 솔로몬 제도, 시나이반도, 남수단, 수단에서 활동하고 있으며, 동티모르 국제군 등 비유엔 군사 임무에도 참여했다.
뉴질랜드 육군은 4월 25일을 앤잭 데이로 기념하고 있다. 2024년 현재 뉴질랜드 육군의 총사령관은 뉴질랜드의 총독인 신디 키로가 뉴질랜드의 군주 찰스 3세를 대신하여 맡고 있다. 뉴질랜드 육군 참모총장은 로즈 테레사 킹으로, 뉴질랜드 역사상 처음으로 여군이 뉴질랜드 방위군에서 고위직을 맡게 되었다.